# L'ora di punta

L'ora di punta est un film dramatique italien sorti en 2007, écrit et réalisé par Vincenzo Marra. Le film est sélectionné pour le 64e Festival international du film de Venise,.

## Synopsis
Filippo Costa est un jeune officier de la Guardia di Finanza. Au début, il semble vouloir faire carrière dans l'armement, mais lorsqu'il est confronté à des cas de corruption, il commence à planifier des affaires financières illicites qui peuvent lui faire gagner de grosses sommes d'argent.

## Fiche technique
- Titre original : L'ora di punta
- Réalisation : Vincenzo Marra
- Scenario : Vincenzo Marra
- Producteur : Tilde Corsi, Gianni Romoli
- Maison de production : R&C Produzioni, French Connection, Rai Cinéma, en association avec la SOFICA Cinémage 2
- Distribution : 01 Distribution
- Photographie : Luca Bigazzi
- Montage : Luca Benedetti
- Scénographie : Beatrice Scarpato
- Costumes : Daniela Ciancio
- Genre : dramatique
- Langue : italien
- Pays de production : Italie
- Année : 2007
- Durée: 96 minutes
- Rapport : 1,85:1

## Distribution
- Fanny Ardant : Caterina
- Michele Lastella : Filippo Costa
- Giulia Bevilacqua : Francesca
- Augusto Zucchi : Comandante Salvi
- Antonio Gerardi : Donati
- Barbara Valmorin : Anna
- Nicola Labate : Patrizi
- Giacomo Piperno : Rizzi
- Sergio Di Giulio : Bussi